# Български ритми
„Български ритми“ е български игрален филм от 1973 година на режисьора Рангел Вълчанов.

## Състав
Не е налична информация за актьорския състав.